# The Little Hours
The Little Hours è un film del 2017 scritto e diretto da Jeff Baena, liberamente ispirato alla prima e alla seconda novella della terza giornata del Decameron di Giovanni Boccaccio.

## Trama
Il film, che adatta liberamente la prima (Masetto da Lamporecchio si fa mutolo e diviene ortolano d'un monastero di donne, le quali tutte concorrono a giacersi con lui) e la seconda novella (Un pallafreniere giace con la moglie d'Agilulf re, di che Agilulf tacitamente s'accorge; truovalo e tondalo; il tonduto tutti gli altri tonde, e così campa della mala ventura) della terza giornata del Decameron, segue la vita di tre suore in un isolato convento della Garfagnana nel 1347, che cercano in tutti i modi di portarsi a letto il nuovo e giovane giardiniere del monastero che si finge sordomuto, in realtà in fuga da un signorotto a cui ha messo le corna.

## Produzione
Nell'aprile del 2016 è stato rivelato che Jeff Baena aveva scritto e diretto un film interpretato da Alison Brie, Dave Franco, Kate Micucci, Aubrey Plaza, John C. Reilly, Molly Shannon, Fred Armisen, Jon Gabrus, Jemima Kirke, Nick Offerman, Adam Pally, Paul Reiser, Lauren Weedman e Paul Weitz. La sceneggiatura, scritta dallo stesso regista, è basata sul Decameron di Giovanni Boccaccio, ma agli attori è stata data una grande libertà per improvvisare. I costumi e la scenografia sono d'epoca, mentre i dialoghi e i comportamenti sono volutamente anacronistici, con gli attori che non esitano ad usare slang moderni.
Il film è stato interamente girato tra le regioni storiche toscane della Garfagnana (Provincia di Lucca) e della Lunigiana (Provincia di Massa e Carrara), dove si ambienta la storia. Più precisamente, le riprese si sono svolte nei dintorni di Castiglione di Garfagnana, Castelnuovo di Garfagnana, Pieve Fosciana, Camporgiano e al Castello di Fosdinovo.

## Distribuzione
Il film ha avuto la sua premiere mondiale il 19 gennaio 2017, durante il Sundance Film Festival. Il film è stato quindi distribuito nelle sale statunitensi il 30 giugno dello stesso anno.

## Accoglienza

### Incassi
Il film ha incassato un totale di 1647175 $. Nel weekend di distribuzione la pellicola è stata proiettata in due cinema incassando 61560 $.

### Critica
Il film è stato accolto positivamente dalla critica. Sull'aggregatore di recensioni Rotten Tomatoes The Little Hours ha un indice di gradimento del 79% basato su 105 recensioni, con un voto medio di 6.4 su 10. Su Metacritic ha un punteggio di 69 su 100 basato su 29 recensioni.